# Polihistidinski podaljšek
Polihistidinski podaljšek ali repek je aminokislinski motiv v beljakovinah, ki je sestavljen iz najmanj šestih histidinskih (His) ostankov, ki se običajno nahajajo na N- ali C- koncu beljakovine. Znan je tudi pod imeni heksahistidinski podaljšek, 6xHis-podaljšek, His6-podaljšek ali pa pod zaščitenim imenom »His-tag« (registrirano pri EMD Biosciences). Podaljšek so izumili pri podjetju Roche, z uporabo histidinov in njegovih vektorjev pa se ukvarja Qiagen. Različne čistilne sete za beljakovine, označene s histidini, tržijo podjetja Qiagen, Sigma, Thermo Scientific, GE Healthcare, Macherey-Nagel, Clontech, Bio-Rad in druga. 
Uporaba polihistidinskega podaljška za akademske uporabnike je neomejena; komercialni uporabniki pa morajo za uporabo plačati licenčnino podjetju Roche. Prvotni patent je potekel 11. februarja 2003, tako da bi do zdaj moral biti že javna lastnina, ampak trenutna pravica do licenčnine temelji na precej ožjem naboru novejših patentov. Primerna zaporedja podaljška so dostopna za komercialno uporabo zastonj; na primer MK(HQ)6 se lahko uporablja za okrepljeno izražanje v E. coli in odstranitev podaljška. Celokupno število histidinskih ostankov v podaljšku lahko variira. Podaljšku lahko sledi tudi primerno aminokislinsko zaporedje, ki olajša odstranitev polihistidinskega podaljška z endopeptidazami. To dodatno zaporedje ni potrebno, če se za odstranitev podaljška z N-konca uporabijo eksopeptidaze (npr.: Qiagen TAGZyme). Poleg tega se lahko z rezanjem z eksopeptidazami izognemo nespecifičnemu rezanju, ki ga opazimo, ko odstranjujemo podaljšek z endoproteazami. Označevanje s polihistidinskimi podaljški se pogosto uporablja za afinitetno čiščenje gensko spremenjenih beljakovin. 

## Uporaba

### Čiščenje proteinov
Polihistidinski podaljški se pogosto uporabljajo pri afinitetnem čiščenju rekombinantnih proteinov, označenih s polihistidinskim podaljškom, ki se izražajo v Escherichii coli ali v drugih prokariontskih ekspresijskih sistemih. S centrifugiranjem izvedemo žetev bakterijskih celic in dobljeno celično usedlino liziramo s fizikalnimi metodami, z uporabo detergentov in encimov (npr. lizocim) ali pa s katerokoli kombinacijo le-teh. Na tej stopnji lizat ne vsebuje samo rekombinantnega proteina, ampak tudi mnoge druge proteine, katerih vir je bakterijski gostitelj. To mešanico inkubiramo z afinitetnim nosilcem, ki vsebuje vezane dvovalentne nikljeve ali kobaltove ione, ki so dostopni na trgu v različnih oblikah. Nikelj in kobalt imata podobne lastnosti, sta sosednja atoma v četrti periodi periodnega sistema. Nosilci so v glavnem okrogli delci sefaroze ali agaroze, funkcionalizirani s kelatorjem, kot so iminodiacetatna kislina (Ni-IDA) in nitrilotriacetatna kislina (Ni-NTA) za nikelj ter karboksilmetilaspartat (Co-CMA) za kobalt, na katere se z mikromolarno afiniteto vežejo polihistidinski podaljški. Kolono speremo s fosfatnim pufrom, s čimer se znebimo proteinov, ki ne interagirajo specifično s kobaltovimi ali nikljevimi ioni. Če stacionarna faza vsebuje nikljeve ione, lahko čiščenje izboljšamo z dodatkom 20 mM imidazola (proteini se običajno eluirajo s 150-300 mM imidazolom). Stacionarna faza z nikljem ima višjo kapaciteto vezave, stacionarna faza s kobaltom pa daje najvišjo čistost. Čistost in vsebnost proteinov lahko ocenimo s poliakrilamidno gelsko elektroforezo in Western blot-om.
Če se rekombinantni protein izraža v prokariontskih organizmih, je učinkovitost čiščenja z afinitetnim čiščenjem z uporabo polihistidinskih podaljškov po navadi precej visoka – daje relativno čiste proteine. Odvisno od nadaljnih aplikacij, vključno s čiščenjem proteinov za preučevanje proteinskih interakcij, pa čiščenje proteinov iz višjih organizmov včasih potrebuje TAP metodo čiščenja (»Tandem affinity purification«) pri kateri za dosego višje čistosti uporabimo dva podaljška. Drugače pa daje čiščenje v enem koraku z uporabo imobiliziranih kobaltovih ionov večjo čistoto izoliranega proteina s polihistidinskimi podaljški in potrebuje nižje koncentracije imidazola za elucijo kot pri čiščenju z uporabo nikljevih ionov. 
Afinitetna kromatografija proteinov, označenih s polihistidinskim podaljškom je primerna metoda za čiščenje rekombinantnih proteinov v denaturirajočih pogojih, saj je njen način delovanja odvisen le od primarne strukture proteinov. Na splošno pri takih metodah čiščenja uravnavamo vezavo histidina s pH-jem rajši kot s spiranjem z imidazolom – pri visokih vrednostih pH-ja je histidin vezan na nikelj ali kobalt, pri nižjih pH-jih (~6 za kobalt in ~4 za nikelj) pa je histidin protoniran in ni vezan na kovinski ion. Pri drugih metodah čiščenja (pri na primer čiščenju s protitelesi ali čiščenju z glutation S-transferazo) pa je predpogoj, da so proteini zviti v nativni konformaciji.
Kolone, ki jih uporabimo pri takem čiščenju, zadržijo številne dobro poznane proteine kot nečistoče. Eden izmed njih je SlyD, 25-kDa peptidil prolil izomeraza, ki spada v družino FKBP proteinov. Na splošno se nečistot znebimo s sekundarno kromatografsko metodo, ali pa z izražanjem rekombinantnega proteina v sevu E. Coli, v katerem se SlyD ne izraža. Za čiščenje v enem koraku pa lahko uporabimo nosilec s kobaltom, saj ta ne veže SlyD iz E. coli. 

### Ločevanje enega od dveh polihistidinskih podaljškov
Proteini z različnim številom polihistidinskih podaljškov se različno eluirajo s stacionarne faze z nikljem. Za proteine z enim heksahistidinskim podaljškom je za elucijo z Ni-NTA dovolj spiranje s 75 mM imidazolom, za proteine z dvema heksahistidinskima podaljškoma pa potrebujemo 100 mM imidazol. Tako postopno elucijo lahko uporabimo, ko želimo izolirati posebno skupino proteinov iz mešanice, kot na primer definirane heteromultimere (npr.: AB heterodimer iz mešanice, ki vsebuje tudi AA in BB homodimere, če ima samo B podenota polihistidinski podaljšek). Tak pristop so uporabili pri izolaciji monovalentnega streptavidina. 

### Test vezave
Označevanje s polihistidinskimi podaljški lahko uporabimo tudi za detekcijo interakcij protein-protein, ampak naj bi bila ta metoda manj občutljiva in omejena z nekaterimi bolj zahtevnimi vidiki te metode – na primer ne smemo uporabiti reducirajočih pogojev ter EDTA-e in mnogih drugih detergentov. Nedavni napredek v dvojni polarizacijski interferometriji je omogočil uporabo EDTA in širšega ranga reagentov, uporaba takih prostorsko-specifičnih oznak pa zelo poenostavi neposredne meritve, povezane s konformacijskimi spremembami.

### Fluorescentne oznake
Razvili so tudi heksahistidinske CyDye oznake. Te izkoriščajo vezavo nikljevih ionov na EDTA skupine, ki so vezane na fluorofore, da se ustvari barvilo, ki se veže na polihistidinski podaljšek. Ta metoda je učinkovita, ko želimo opazovati migracijo proteinov. Nedavna odkritja kažejo tudi na to, da je ta metoda lahko učinkovita pri merjenju razdalje s Fluorescentnim resonantnim energijskim transferjem.

## Dodajanje polihistidinskih podaljškov
Najbolj pogosti polihistidinski podaljški so sestavljeni iz šestih histidinskih ostankov - ti se dodajajo na N-koncu, pred katerim je metionin, ali na C-koncu, pred stop kodonom v kodirajočem zaporedju proteina, ki nas zanima. Izbira konca za dodajanje polihistidinskega podaljška je odvisna od karakteristike proteina in metode, ki jo bomo izbrali za odstanitev podaljška. Nekateri konci so zakopani v jedro proteina, drugi pa so pomembni za funkcijo in strukturo proteina. V takih primerih je izbira omejena na drugi konec proteina.  Po drugi strani pa najbolj dostopne eksopeptidaze lahko odstranijo polihistidinski podaljšek samo z N-konca; za odstranitev podaljška s C-konca bi potrebovali druge metode.
Obstajata dva načina dodajanja polihistidinov. Najbolj preprost način je, da se vstavi DNA, ki kodira protein v vektor, ki kodira polihistidinski podaljšek, tako, da bo ta samodejno pritrjen na enega izmed koncev proteina(Glej sliko). Druga metoda je izvedba PCR-ja z začetnimi oligonukleotidi, ki imajo ponavljajoče se histidinske kodone (CAT ali CAC) tik ob START ali STOP kodonu poleg številnih (16 ali več) baz od enega izmed koncev DNA, ki kodira protein, ki bo označen (Glej primer začetnega oligonukleotida spodaj). 
Primer začetnega oligonukleotida, načrtovanega za dodajanje polihistidinskega podaljška s PCR. Osemnajst baz, ki kodirajo šest histidinov, je vstavljenih tik po START kodonu ali tik pred STOP kodonom. Vsaj 16 baz, specifičnih za gen, mora biti poleg polihistidinskega podaljška. Heksahistidinski podaljšek doda proteinu vsaj 1 kDa molekulske mase. Opomba: pogosto je med proteinom in heksahistidinskim podaljškom vstavljen distančnik (kot na primer gly-gly-gly ali gly-ser-gly) zato, da polihistidinski podaljšek ne bi vplival na aktivnost označenega proteina. 

## Detekcija
Polihistidinske podaljške lahko uporabljamo tudi za detekcijo proteinov s pomočjo protiteles proti polihistidinskim podaljškom, ali pa pri poliakrilamidni gelski elektroforezi v prisotnosti natrijevega lavrilsulfata (SDS-PAGE). To je uporabno pri subcelularni lokalizaciji, ELISA-i, Western-blotu in drugih imuno-analitičnih metodah. 

## Imobilizacija
Polihistidinske podaljške uporabljamo tudi za imobilizacijo proteinov na površino, kot na primer na z nilkjem ali kobaltom prekrite mikrotitrske plošče ali pa na proteinsko mrežo. 